# Meridià 110 a l'est
El meridià 110 a l'est de Greenwich és una línia de longitud que s'estén des del pol Nord travessant l'oceà Àrtic, Àsia, l'oceà Índic, l'oceà Antàrtic i l'Antàrtida fins al pol Sud.
El meridià 110 a l'est forma un cercle màxim amb el meridià 70 a l'oest. Com tots els altres meridians, la seva longitud correspon a una semicircumferència terrestre, uns 20.003,932 km. Al nivell de l'Equador, és a una distància del meridià de Greenwich de 12.245 km.

## De Pol a Pol
Començant en el pol Nord i dirigint-se cap al pol Sud, aquest meridià travessa:
| Coordenades                               | País, territori o mar        | Notes |
| ----------------------------------------- | ---------------------------- | --- |
| 90° 0′ N, 110° 0′ E / 90.000°N,110.000°E  | Oceà Àrtic                   | |
| 79° 30′ N, 110° 0′ E / 79.500°N,110.000°E | Mar de Làptev                | |
| 76° 42′ N, 110° 0′ E / 76.700°N,110.000°E | Rússia                       | Krai de Krasnoiarsk — Península de Taimir |
| 74° 22′ N, 110° 0′ E / 74.367°N,110.000°E | Golf de Khatanga             | |
| 74° 0′ N, 110° 0′ E / 74.000°N,110.000°E  | Rússia                       | Krai de Krasnoiarsk |
| 73° 42′ N, 110° 0′ E / 73.700°N,110.000°E | Golf de Khatanga             | |
| 73° 29′ N, 110° 0′ E / 73.483°N,110.000°E | Rússia                       | Krai de Krasnoiarsk Sakhà — des de 70° 24′ N, 110° 0′ E / 70.400°N,110.000°E Óblast d'Irkutsk — des de 61° 19′ N, 110° 0′ E / 61.317°N,110.000°E Sakhà — des de 60° 32′ N, 110° 0′ E / 60.533°N,110.000°E Óblast d'Irkutsk — des de 59° 1′ N, 110° 0′ E / 59.017°N,110.000°E Buriàtia — des de 56° 58′ N, 110° 0′ E / 56.967°N,110.000°E Krai de Zabaikàlie — des de 51° 37′ N, 110° 0′ E / 51.617°N,110.000°E |
| 49° 12′ N, 110° 0′ E / 49.200°N,110.000°E | Mongòlia                     | |
| 42° 38′ N, 110° 0′ E / 42.633°N,110.000°E | República Popular de la Xina | Mongòlia Interior – passa a l'est de Baotou (a 40° 39′ N, 109° 50′ E / 40.650°N,109.833°E) Shaanxi – des de 39° 11′ N, 110° 0′ E / 39.183°N,110.000°E Hubei – des de 33° 8′ N, 110° 0′ E / 33.133°N,110.000°E Shaanxi – des de 32° 50′ N, 110° 0′ E / 32.833°N,110.000°E Hubei – des de 32° 31′ N, 110° 0′ E / 32.517°N,110.000°E Chongqing – des de 31° 26′ N, 110° 0′ E / 31.433°N,110.000°E Hubei – des de 30° 52′ N, 110° 0′ E / 30.867°N,110.000°E Hunan – des de 29° 45′ N, 110° 0′ E / 29.750°N,110.000°E Guangxi – des de 26° 9′ N, 110° 0′ E / 26.150°N,110.000°E – passa a l'oest de Guilin (a 25° 16.9164′ N, 110° 17.1834′ E / 25.2819400°N,110.2863900°E) Guangdong – des de 21° 53′ N, 110° 0′ E / 21.883°N,110.000°E |
| 20° 17′ N, 110° 0′ E / 20.283°N,110.000°E | Mar de la Xina Meridional    | Estret de Qiongzhou |
| 19° 56′ N, 110° 0′ E / 19.933°N,110.000°E | República Popular de la Xina | Illa de Hainan |
| 18° 22′ N, 110° 0′ E / 18.367°N,110.000°E | Mar de la Xina Meridional    | |
| 1° 42′ N, 110° 0′ E / 1.700°N,110.000°E   | Malàisia                     | Sarawak – a l'illa de Borneo |
| 1° 18′ N, 110° 0′ E / 1.300°N,110.000°E   | Indonèsia                    | Kalimantan Occidental – a l'illa de Borneo |
| 1° 17′ S, 110° 0′ E / 1.283°S,110.000°E   | Mar de la Xina Meridional    | |
| 1° 43′ S, 110° 0′ E / 1.717°S,110.000°E   | Indonèsia                    | Kalimantan Occidental – a l'illa de Borneo |
| 1° 54′ S, 110° 0′ E / 1.900°S,110.000°E   | Mar de la Xina Meridional    | |
| 2° 57′ S, 110° 0′ E / 2.950°S,110.000°E   | Mar de Java                  | |
| 6° 55′ S, 110° 0′ E / 6.917°S,110.000°E   | Indonèsia                    | Illa de Java |
| 7° 53′ S, 110° 0′ E / 7.883°S,110.000°E   | Oceà Índic                   | |
| 60° 0′ S, 110° 0′ E / 60.000°S,110.000°E  | Oceà Antàrtic                | |
| 66° 38′ S, 110° 0′ E / 66.633°S,110.000°E | Antàrtida                    | Territori Antàrtic Australià, reclamat per Austràlia |